# Lewisia cotyledon
Lewisia cotyledon är en källörtsväxtart som först beskrevs av S. Wats., och fick sitt nu gällande namn av B.L. Robins. Lewisia cotyledon ingår i släktet Lewisia och familjen källörtsväxter.

## Underarter
Arten delas in i följande underarter:
- L. c. heckneri
- L. c. howellii

## Bildgalleri

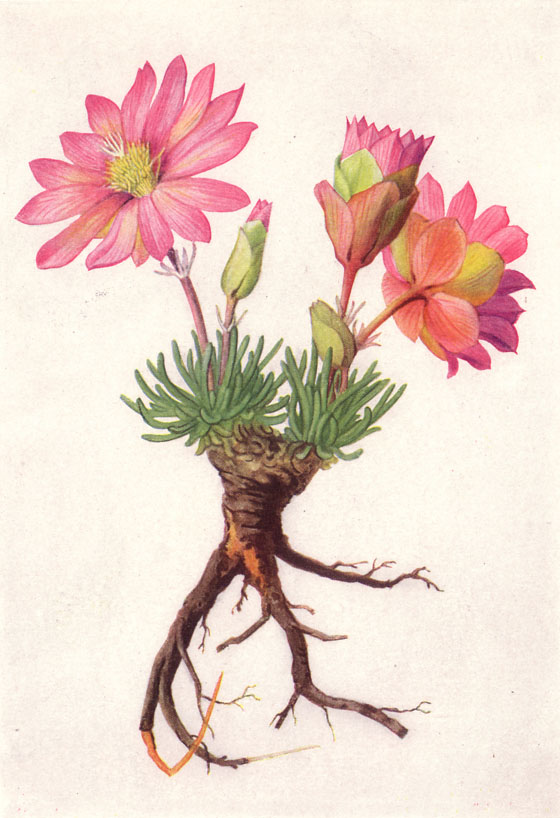
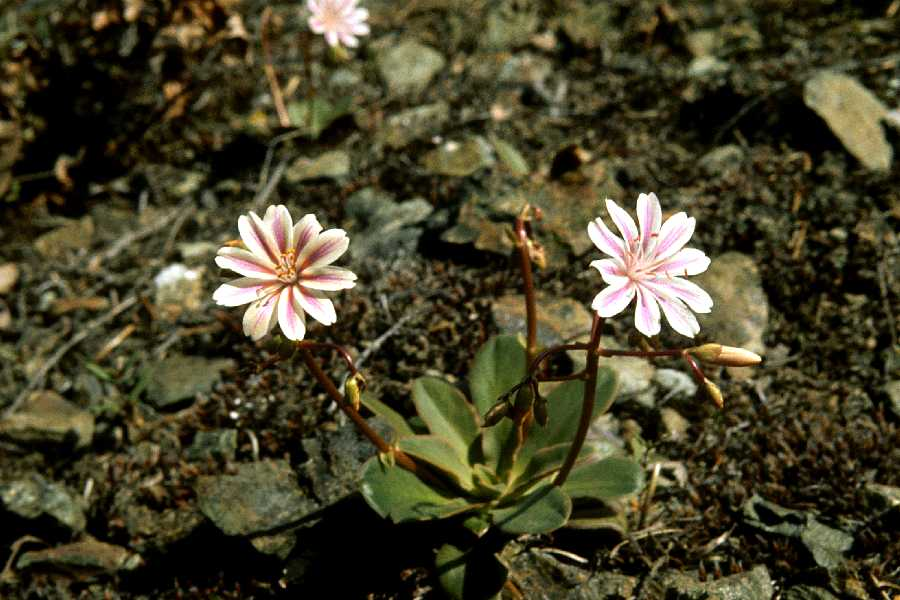
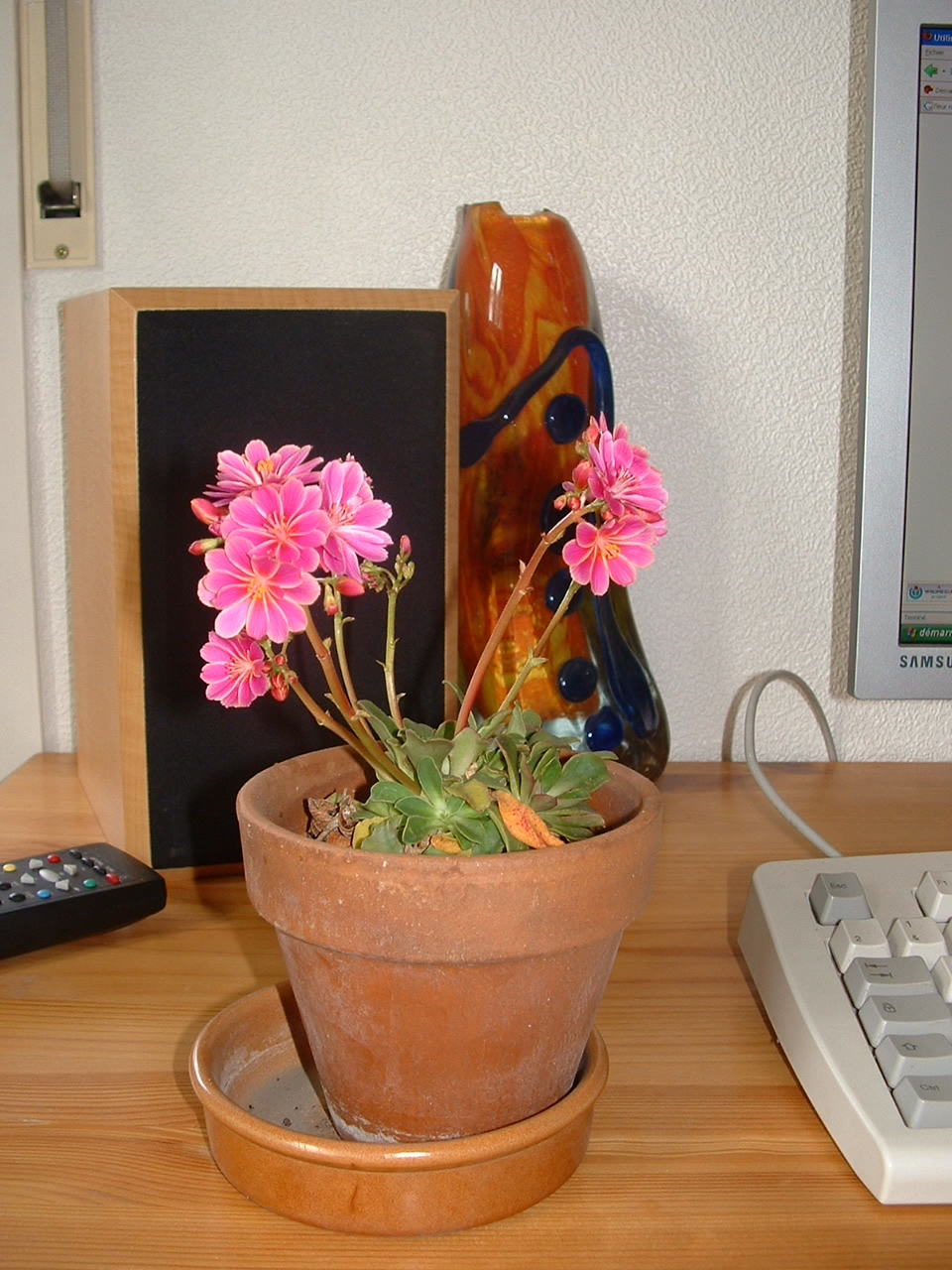
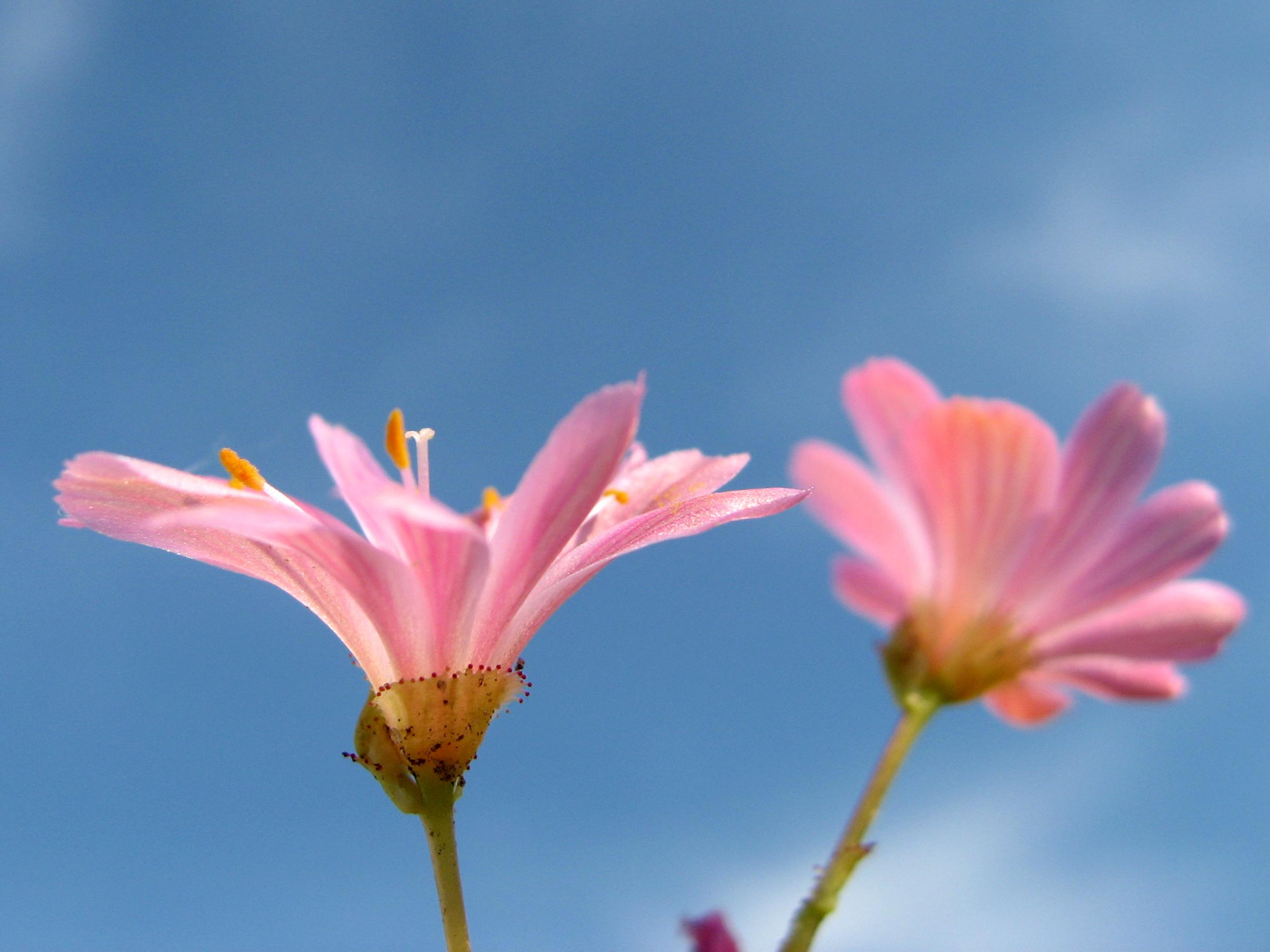
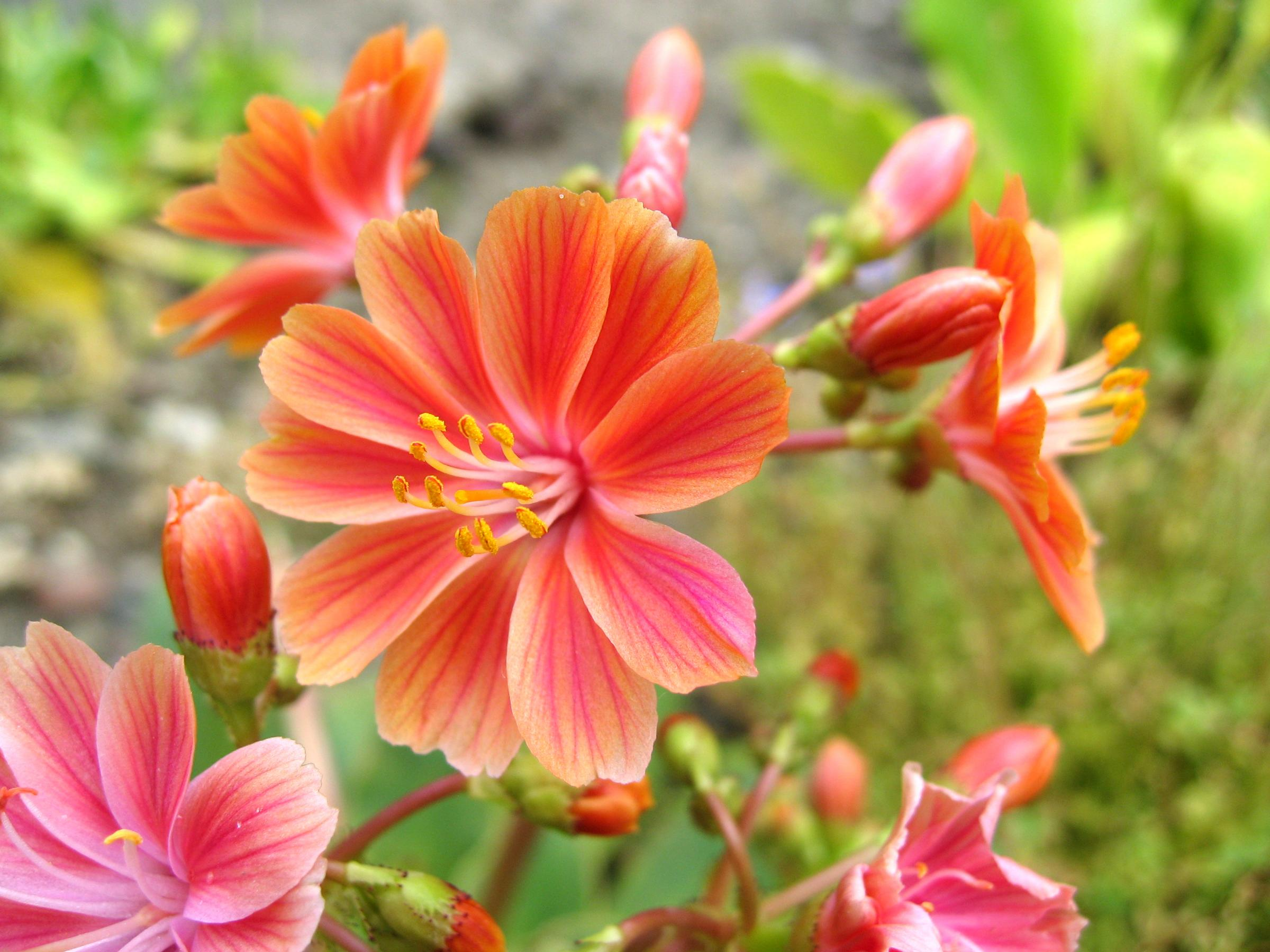
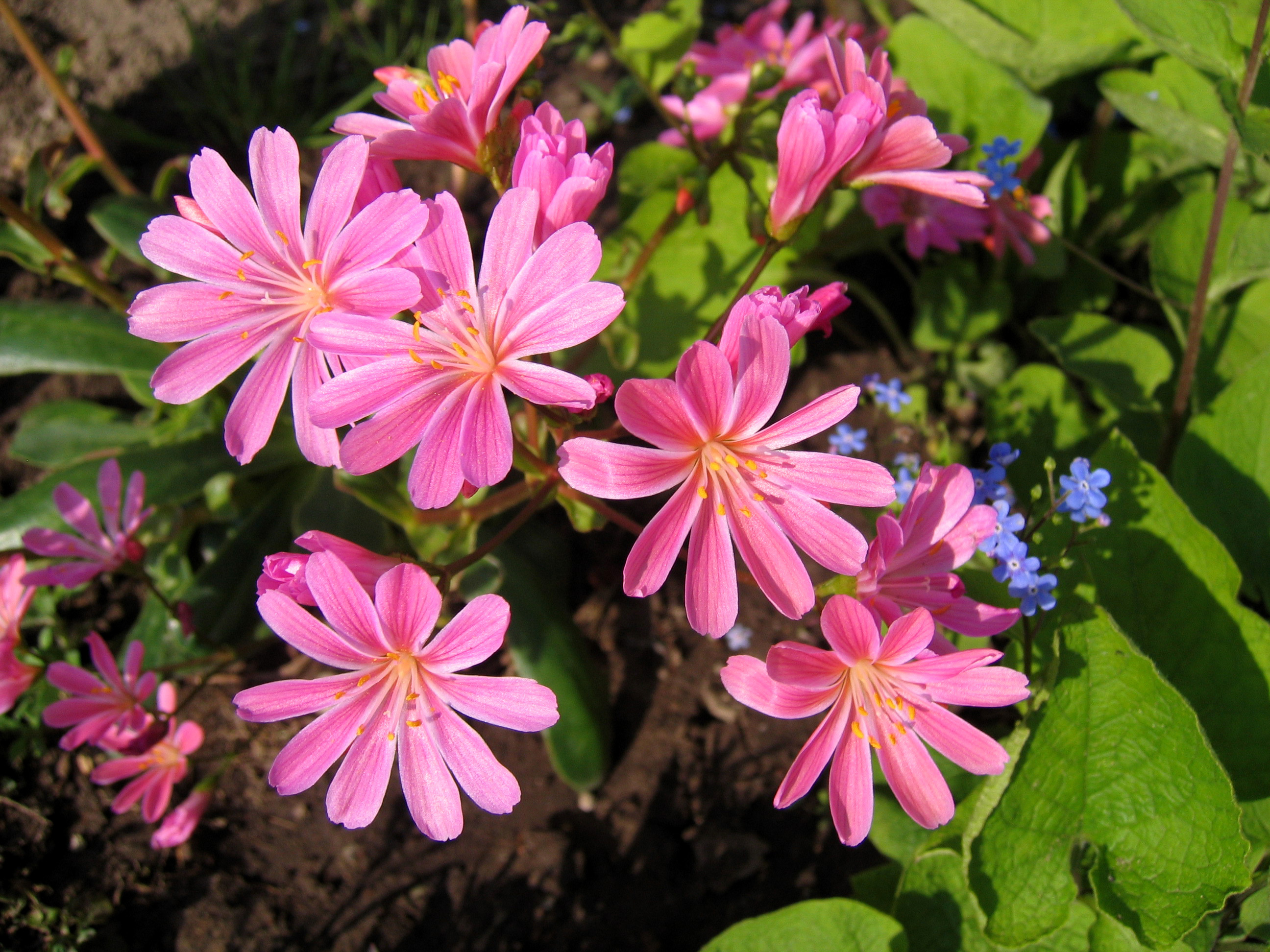